# Bützower Hoftag

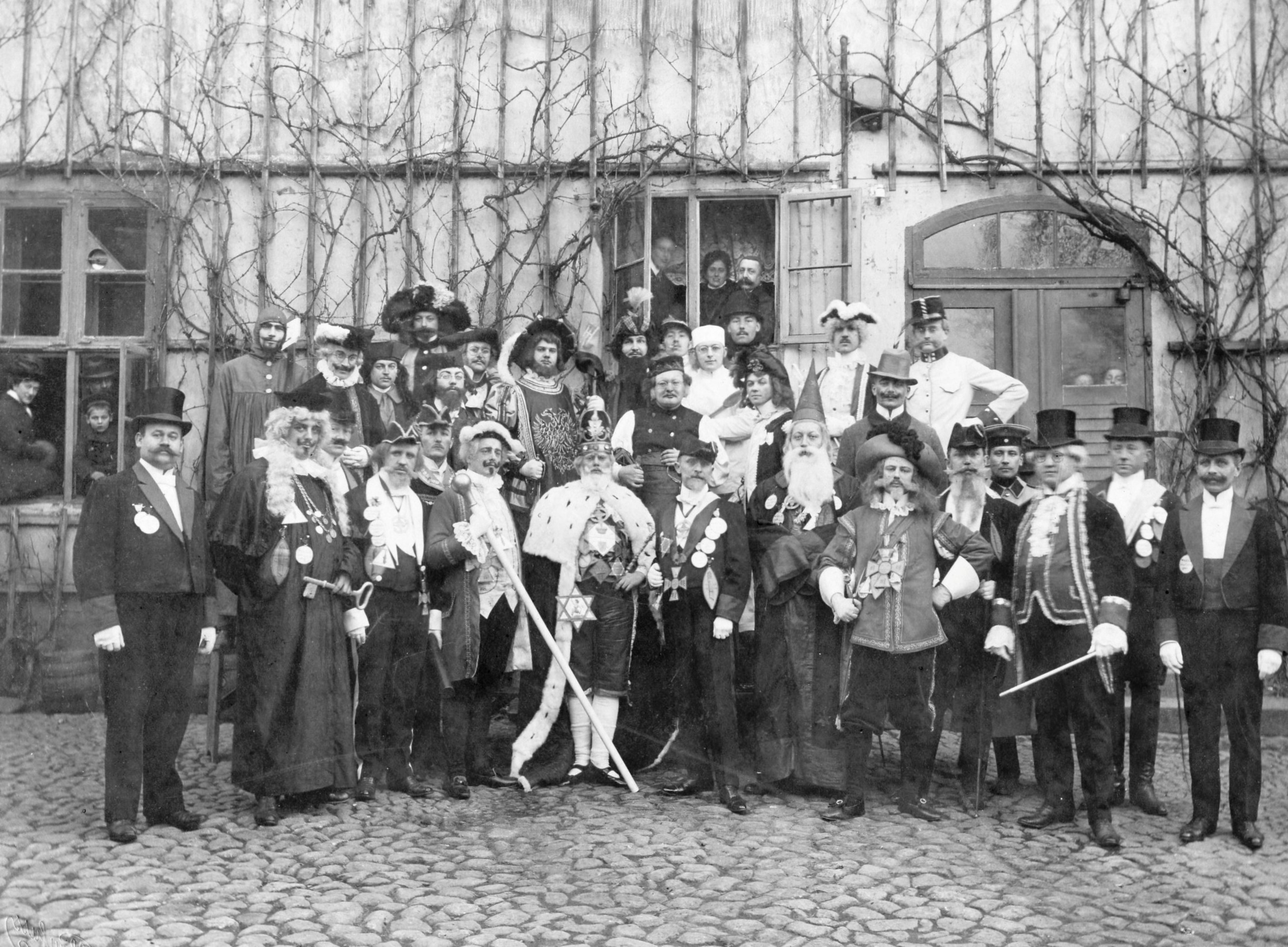
Kaiser von Bützow, mit „Hosenbandorden“ (1909)

Der Bützower Hoftag war ein Fastnachtsspiel von Studenten der Universität Rostock. In Bützow verulkte es wilhelminisches Gepränge.

## Geschichte

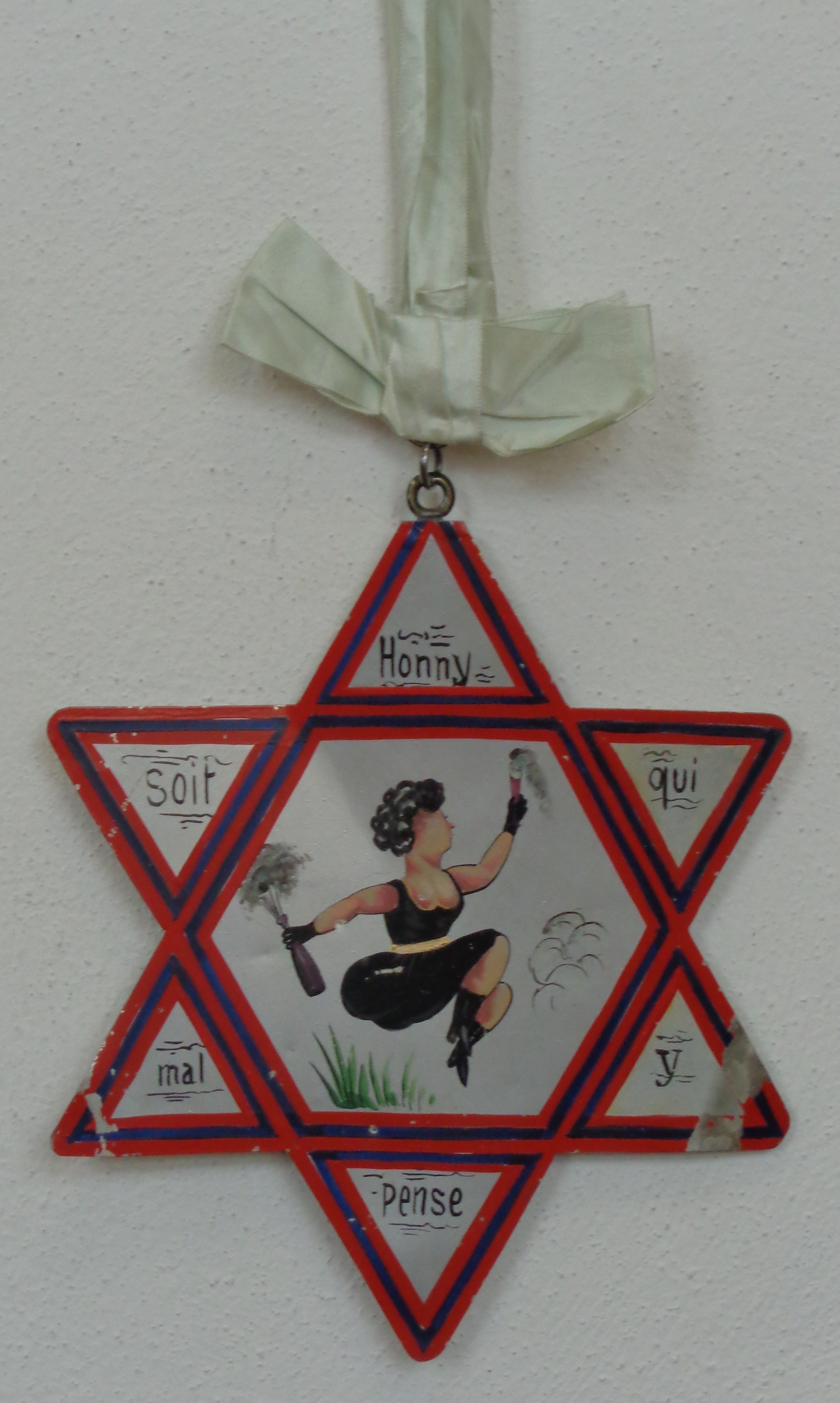
Höchster Orden – „Honni soit qui mal y pense!“

Als Gegengründung zur Universität Rostock bestand von 1760 bis 1789 die von Herzog Friedrich gegründete und nach seinem Tod geschlossene Universität Bützow. In Erinnerung daran und wohl angeregt vom Bierstaat in Lichtenhain (Jena), verfielen die Sumpfhühner in Rostock auf die Idee eines „Hoffestes“ in Bützow. Das erste stieg Ende Februar 1895 mit einem „Chalifen“ in Bützow. Nach einem Intermezzo in Schwerin kehrte man 1898 mit einem „Kaiser“ nach Bützow zurück. Dort fand das volkstümliche Fest bis 1914 alljährlich im Februar statt. Der letzte Kaiser von Bützow war Karl Haedenkamp.

### Vorbereitungen
In der Evertschen Weinhandlung wählten die Sumpfhühner den Kaiser. Zur Vorbereitung des Hoffestes dienten drei sog. kleine Hoftage im Abstand von einer Woche. Auf ihnen wurde die treue Gefolgschaft S.M. mit den Hofsitten vertraut gemacht. Die Kleiderordnung war penibel. Die auf früheren Hoftagen erworbenen Orden wurden hervorgeholt und die Granden mit Perücken und Puder zurechtgemacht. Unter „reger Anteilnahme der Damenwelt“ brachten Landauer den Viererzug des Kaisers mit dem Reichskanzler und dem Zeremonienmeister vom Hopfenmarkt zum Rostocker Bahnhof. Von der offenen Wagenfahrt im Februar wohl ziemlich durchgefroren, hielten „S.M. eine huldvolle Ansprache an die zurückbleibende Bevölkerung seiner treuen Seestadt Rostock; der Reichskanzler brachte ein Hoch auf den Kaiser aus“. Die Friedrich-Franz-Eisenbahn stellte einen Salonwagen, der dem D-Zug nach Hamburg angehängt wurde.

### Fest
Im Bahnhof Bützow hielt die Bahnverwaltung das Gleis 1 für den Empfang frei. Der (gespielte) „Bürgermeister“ übergab den Stadtschlüssel. Dem Ehrentrunk für den Kaiser folgte der festliche Einzug in die Stadt. Voran ritt der Oberhofpikeur, immer der Hausdiener Friedrich vom Hotel Schloßstraße. Ihm folgten die Musikkapelle im Leiterwagen und der Herold, meist ein kavalleriegedienter Inaktiver. Der Thronwagen war ebenfalls ein Leiterwagen oder der Lastwagen der Papierfabrik. Mit schwarz-weiß-rotem Fahnentuch und Tannengrün geschmückt, wurde er von Zeitzeugen als „en beten unkultiviert, aewersten bannig staatsch“ bezeichnet. Vor dem Thron standen Kaiser, Reichskanzler und Zeremonienmeister. Die dahinter folgende Hofgesellschaft warf Apfelsinen und Pfennige unter die Kinder. Nach holpriger Fahrt beim Bützower Rathaus angekommen, hielt der Kaiser eine Ansprache an sein Volk und ermahnte es zu unverbrüchlicher Treue. Anschließend ging es zu Fuß zur „Pfalz“, dem heruntergekommenen Hotel de Prusse (später König von Preußen). Nach Einbruch der Dunkelheit sammelten sich dort die Schüler des Gymnasiums, um mit Kaiser und Hofstaat in einem Fackelzug zum Haus des wirklichen Bürgermeisters zu ziehen. Nachdem der Kaiser ihm für seine Leistungen und Treue gedankt hatte, zog man mit einigen Honoratioren wieder zur Pfalz. Nach der Großaufnahme begann die Hoftafel – immer Schinken mit Gemüse und Kartoffeln, das Gedeck zu 1,50  Mark. Es folgten Ordensverleihungen und Rangerhöhungen. Zu den unzähligen Orden gehörten der „heimatechte“  Brathering und (als höchster) der Orden von der gefressenen Sprotte; „denn die Sprotte ist der Tiefe Kind, und in der Tiefe wohnt Humor“. Sehr begehrt war der Hausorden aus Zink – „weil er dem Träger zum Halse heraushing“. Die Orden werden heute in Bützows Krummem Haus verwahrt.

### Grundgesetz und Außenpolitik
1899 wurde das „Staatsgrundgesetz“ angenommen. Deutsch und französisch abgefasst, beschrieb es die Ämterverteilung im Hofstaat und den Ablauf der Zeremonie.

„Der Kaiser heißt stets mit dem ruhmvollen Namen Jobst Huppupp; seine Titel sind Chalif und Kaiser über Bützow, König in Güstrow, der Lande Biestow, Rostock und Katelbogen Erzherzog und Herr, Heiliger Vater und Großkardinal, Erster Ritter des Ordens vom bekränzten Schwein. Außerdem mag er sich noch Titel und Namen zulegen, wie ihm beliebt.“

Die absolute Monarchie des Kaisers von Bützow hatte eine Allianz mit der Republik der Grunzer zu Gehlsdorf geschlossen. Er war in Plattdeutsch und Französisch abgefasst:

„Wekker Swinegel den Kaiser von Bützow wat will, den'n soll Lattenfritz in den Klub schachten, dat hei nich mihr sitten kann.“

## Ämter
Voller Anspielungen sind die Namen und Titel. Die Aufnahme von 1912 zeigt
- Jobst Huppupp DLXIII, Kaiser über Bützow[A 2]
- Trunklieb, Herzog von Latium, Erzkanzler, Entrecôte Duc de Ragout-fin, Minister des Innern
- Fürst Pinkus, Finanzminister
- Fürst Jagow Dummersdorf, Polizeiminister
- Tatterhand Fürst von Heringsdorf und Ahlbeck, Kaiserlich Bützowscher Botschafter[A 3]
- Caspar Graf von Vogeldunst, Lordmajor der Haupt- und Residenzstadt Bützow[A 4]
- Abraham Waldorf Freiherr von Astoria, Rektor der Landesuniversität
- Lanius Graf von Schwiedt auf Knochenknack, Leibarzt S.M., Generalarzt der Armee[A 5]
- Eumaeus Graf Sauzahn, Oberlandforstmeister[A 6]
- Gaudeamus Freiherr von Götterfunken, Kammerherr[A 7]
- Archibald Graf von Riesen-Steinbock, Oberhoftraumdeuter
- August Reichsfreiherr in und aus dem Zwinger, Direktor des Kaiserlichen Zoologischen Gartens[A 8]
- Joseph Böck Ritter von der goldenen Schere, Hofschneidermeister[A 9]
- Perk-Eo Freiherr von Dreckhobel, Mundschenk S.M.[A 10]
- Benedikt Graf von Mascagni, Generalmusikdirektor[A 11]
- Urias Manasse Holofernes Freiherr von Persertod, Reichsschindermeister[A 12]
- Twostep Freiherr von Liebenreich, Leibpage S.M.[A 13][A 14]
- Schmoor von Küchenfett, Hoftraiteuer und Küchenchef der Kaiserlichen Hofküche[A 15]
- Bayrum de Quinine, Kaiserlich Bützowscher Hoffriseur[A 16]
- Fürchtebier von Wissensdurst, Fischmeister an der Oberwarnow
- Mirakel von Mammon, Bankdirektor der Reichsbanknebenstelle St. Pauli[A 17]
- Nazi von Pickelhuber, Bräumeister und Vorsitzender des Vereins gegen betrügerisches Biereinschenken[A 18][A 19]
- Friedrich, Oberhofpiqueur[A 20]

## Rückblick
„Man darf überzeugt sein, daß Leute im Lande sitzen, die für das alles nur das zornige Wort »Blödsinn« haben. Man kann niemals mit solchen Leuten darüber streiten, die nichts von dem Satz wissen: »Im echten Manne ist ein Kind versteckt: das will spielen.« Aber es gibt wohl andererseits genügend Menschen, die ihr Vergnügen haben an diesem springenden Witz, an dieser reichlichen Gelegenheit für den Humor und an dieser Verzerrung einer grandiosen »Würde«. Und das eine kann man jedenfalls als sicher auch vor dem Griesgram feststellen: ein träger und armer Geist kann dergleichen nicht erfinden und kann sich nicht so sorglos und freigebig verschwenden.
Heute lebt der Kaiser von Bützow im Exil. Seit dem Kriege sind ihm die Zeiten ungünstig. Erstens in wirtschaftlicher Hinsicht. Aber auch sonst: Was für Mißverständnisse würde es geben! Man würde dem Kaiser seine Existenz in allen Lagern übelnehmen; denn man war niemals so bereit wie heute einzuschnappen. Das ist ein schlechtes Zeichen. Gesunde Zeiten sind nicht empfindlich. Der Kaiser von Bützow hält sich also im Hintergrunde.“